# Бульбина
Бульбина (лат. Bulbine) — род растений семейства Асфоделовые (Asphodelaceae).

## Название
Родовое латинское название Bulbine происходит от др.-греч. βολβός, (bolbós) — «луковица», имея в виду клубень в форме луковицы у многих представителей данного рода.

## Описание
В род входят однолетние и многолетние растения, полукустарники и кустарники с прямостоячими или ветвящимися стеблями и полу-цириндрическими листьями, расширенными у основания. Некоторые растения имеют розетку из листьев. Кистевидные соцветия редки. Большинство растений имеют клубневидные или мочковатые корни. Цветки желтые, оранжевые, очень яркие. Многие из них имеют ариллусы — выросты вокруг семяножки, которые не образуются с самой семяножкой. Заметны тычиночные нити, покрытые мелкими волосками, препятствующими самоопылению.

## Распространение
Природный ареал — Юго-Восточная Африка, Австралия и Йемен. Интродуцирован в Италии и Румынии.

## Таксономия
Bulbine Wolf, первое упоминание в Gen. Pl.: 84 (1776), nom. cons..

### Синонимы
Гетеротипные (основанные на разных номенклатурных типах):
- Blephanthera Raf. (1836)
- Bulbinopsis Borzì (1897)
- Jodrellia Baijnath (1978)
- Nemopogon Raf. (1837)
- Phalangium Möhring ex Kuntze (1891), nom. illeg.

### Виды
Подтвержденные виды по данным сайта Plants of the World Online на 2023 год:
- Bulbine abyssinica A.Rich.
- Bulbine alata Baijnath
- Bulbine alooides (L.) Willd.
- Bulbine alveolata S.A.Hammer
- Bulbine angustifolia Poelln.
- Bulbine annua (L.) Willd. — Бульбина однолетняя
- Bulbine asphodeloides (L.) Spreng.
- Bulbine audreyae N.R.Crouch & Gideon F.Sm.
- Bulbine bachmannii Baker
- Bulbine bruynsii S.A.Hammer
- Bulbine bulbosa (R.Br.) Haw.
- Bulbine capensis Baijnath ex G.Will.
- Bulbine capitata Poelln.
- Bulbine caput-medusae G.Will.
- Bulbine cepacea (Burm.f.) Wijnands
- Bulbine coetzeei Oberm.
- Bulbine crassa D.I.Morris & Duretto
- Bulbine cremnophila van Jaarsv.
- Bulbine dactylopsoides G.Will.
- Bulbine dewetii van Jaarsv.
- Bulbine diphylla Schltr. ex Poelln.
- Bulbine disimilis G.Will.
- Bulbine erectipilosa G.Will.
- Bulbine erumpens S.A.Hammer
- Bulbine esterhuyseniae Baijnath
- Bulbine fallax Poelln.
- Bulbine favosa (Thunb.) Schult. & Schult.f.
- Bulbine fistulosa Chiov.
- Bulbine flexicaulis Baker
- Bulbine flexuosa Schltr.
- Bulbine foleyi E.Phillips
- Bulbine fragilis G.Will.
- Bulbine francescae G.Will. & Baijnath
- Bulbine fraseri Kunth
- Bulbine frutescens (L.) Willd. — Бульбина кустарниковая
- Bulbine glauca (Raf.) E.M.Watson
- Bulbine hallii G.Will.
- Bulbine haworthioides B.Nord.
- Bulbine inamarxiae G.Will. & A.P.Dold
- Bulbine inflata Oberm.
- Bulbine keiskammaensis van Jaarsv., Harrower & Hankey
- Bulbine lagopus (Thunb.) N.E.Br.
- Bulbine lamprophylla Will.
- Bulbine latifolia (L.f.) Spreng. — Бульбина широколистная
- Bulbine lavrani G.Will. & Baijnath
- Bulbine lolita S.A.Hammer
- Bulbine longifolia Schinz
- Bulbine louwii L.I.Hall
- Bulbine macrocarpa (Baijnath) Boatwr. & J.C.Manning
- Bulbine margarethae L.I.Hall
- Bulbine meiringii van Jaarsv.
- Bulbine melanovaginata G.Will.
- Bulbine mesembryanthemoides Haw. — Бульбина мезембриантемовидная
- Bulbine migiurtina Chiov.
- Bulbine minima Baker
- Bulbine monophylla Poelln.
- Bulbine muscicola G.Will.
- Bulbine namaensis Schinz
- Bulbine narcissifolia Salm-Dyck
- Bulbine navicularifolia G.Will.
- Bulbine ophiophylla G.Will.
- Bulbine pendens G.Will. & Baijnath
- Bulbine pendula Keighery
- Bulbine praemorsa (Jacq.) Spreng.
- Bulbine quartzicola G.Will.
- Bulbine ramosa van Jaarsv.
- Bulbine retinens van Jaarsv. & S.A.Hammer
- Bulbine rhopalophylla Dinter
- Bulbine rupicola G.Will.
- Bulbine sceletium van Jaarsv. & Harrower
- Bulbine sedifolia Schltr. ex Poelln.
- Bulbine semenaliundata G.Will.
- Bulbine semibarbata (R.Br.) Haw. — Бульбина полубородатая
- Bulbine spongiosa van Jaarsv.
- Bulbine stolonifera Baijnath ex G.Will.
- Bulbine striata Baijnath & Van Jaarsv.
- Bulbine succulenta Compton
- Bulbine suurbergensis van Jaarsv. & A.E.van Wyk
- Bulbine tecta G.Will.
- Bulbine thomasiae van Jaarsv.
- Bulbine torsiva G.Will.
- Bulbine torta N.E.Br.
- Bulbine triebneri Dinter
- Bulbine truncata G.Will.
- Bulbine vagans E.M.Watson
- Bulbine vitrea G.Will. & Baijnath
- Bulbine vittatifolia G.Will.
- Bulbine wiesei L.I.Hall

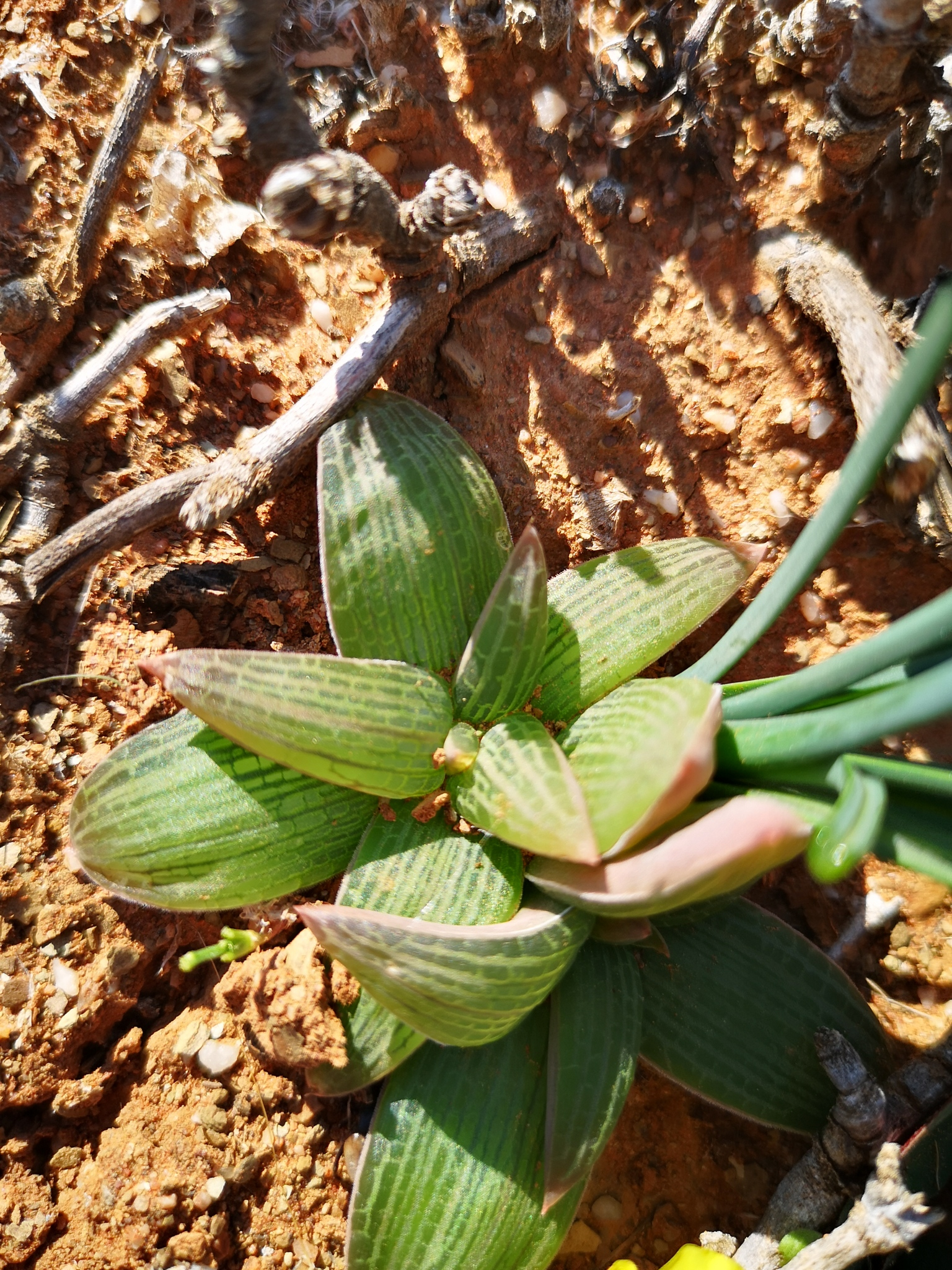
Bulbine fallax
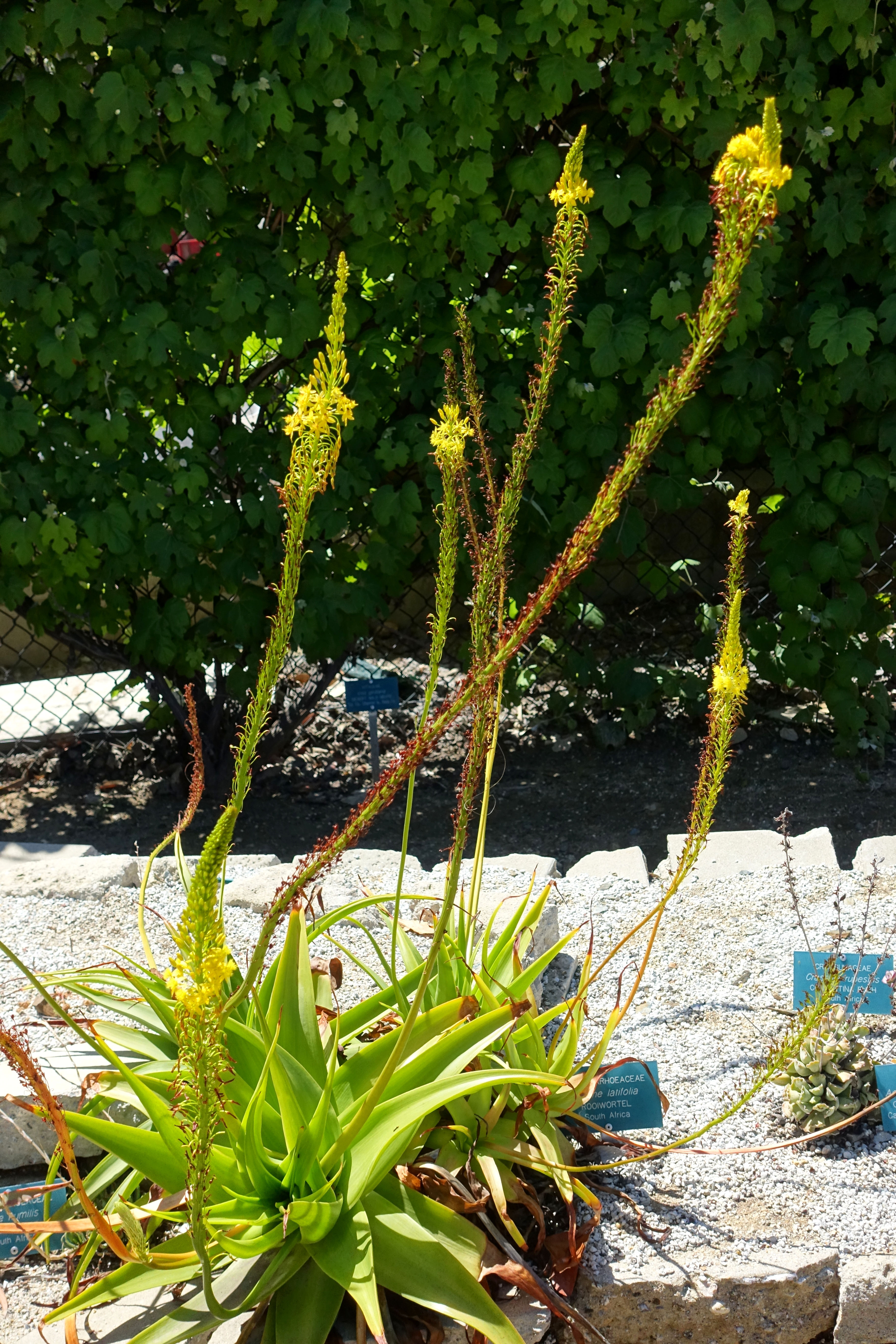
Bulbine latifolia
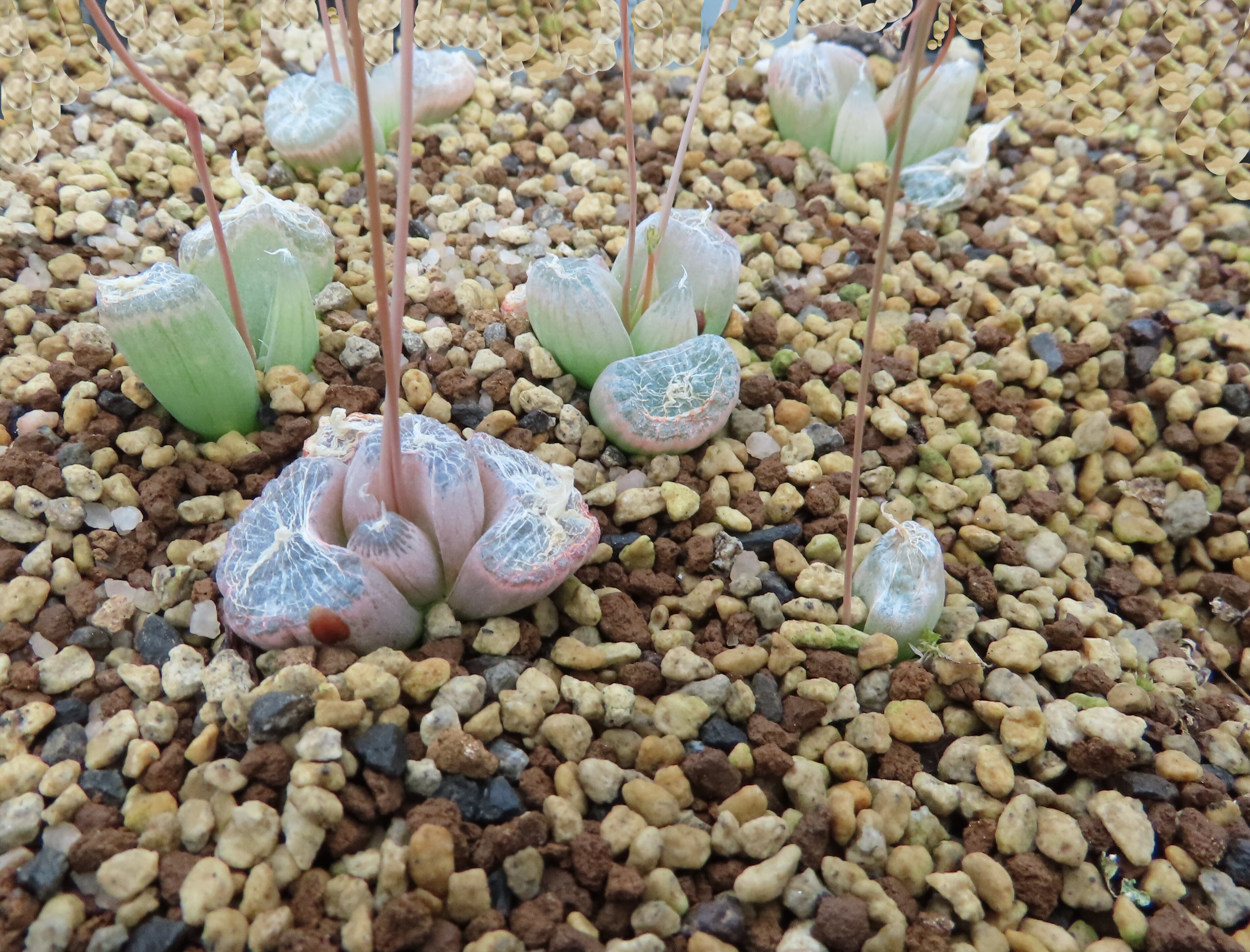
Bulbine mesembryanthemoides
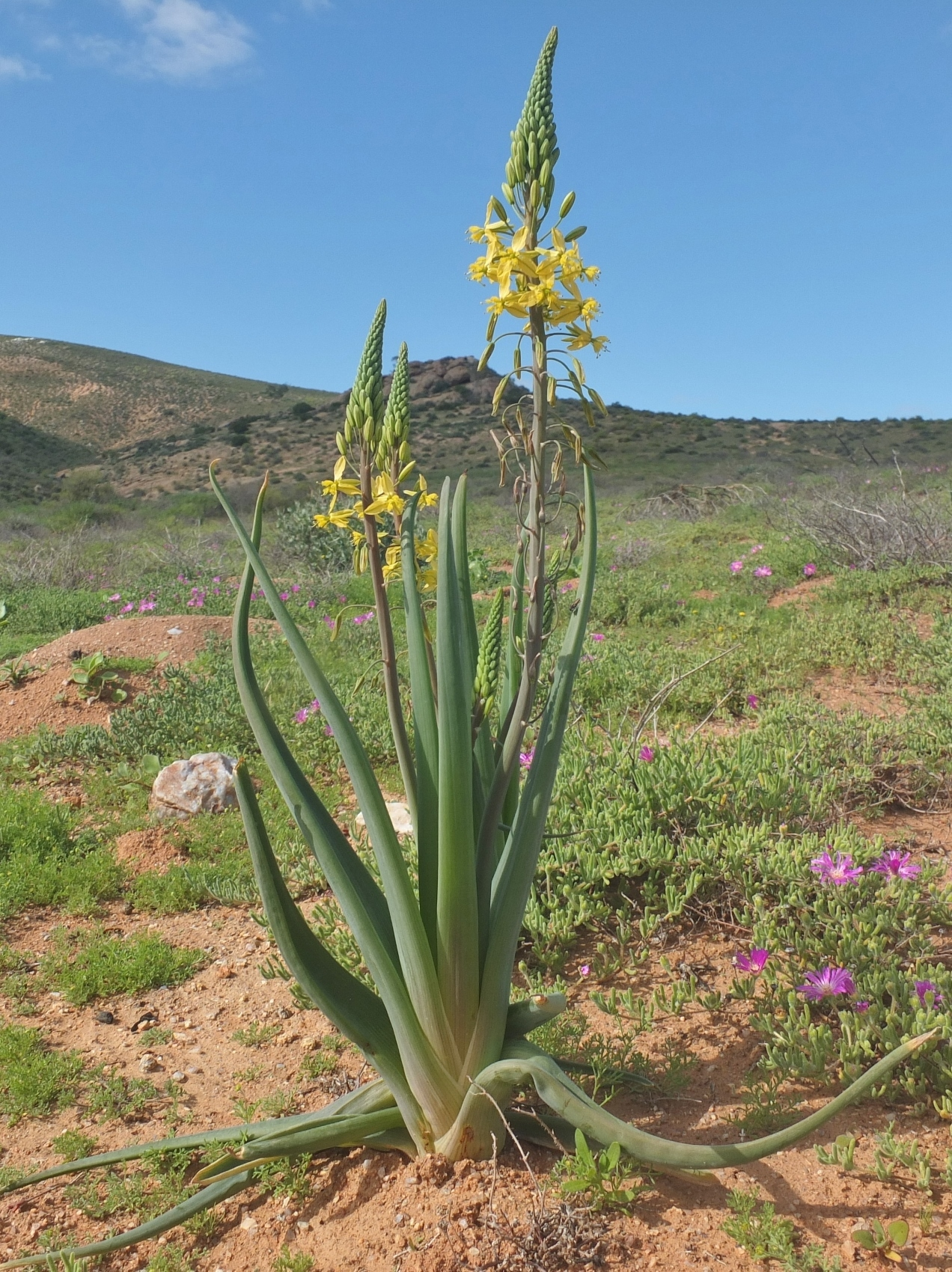
Bulbine praemorsa
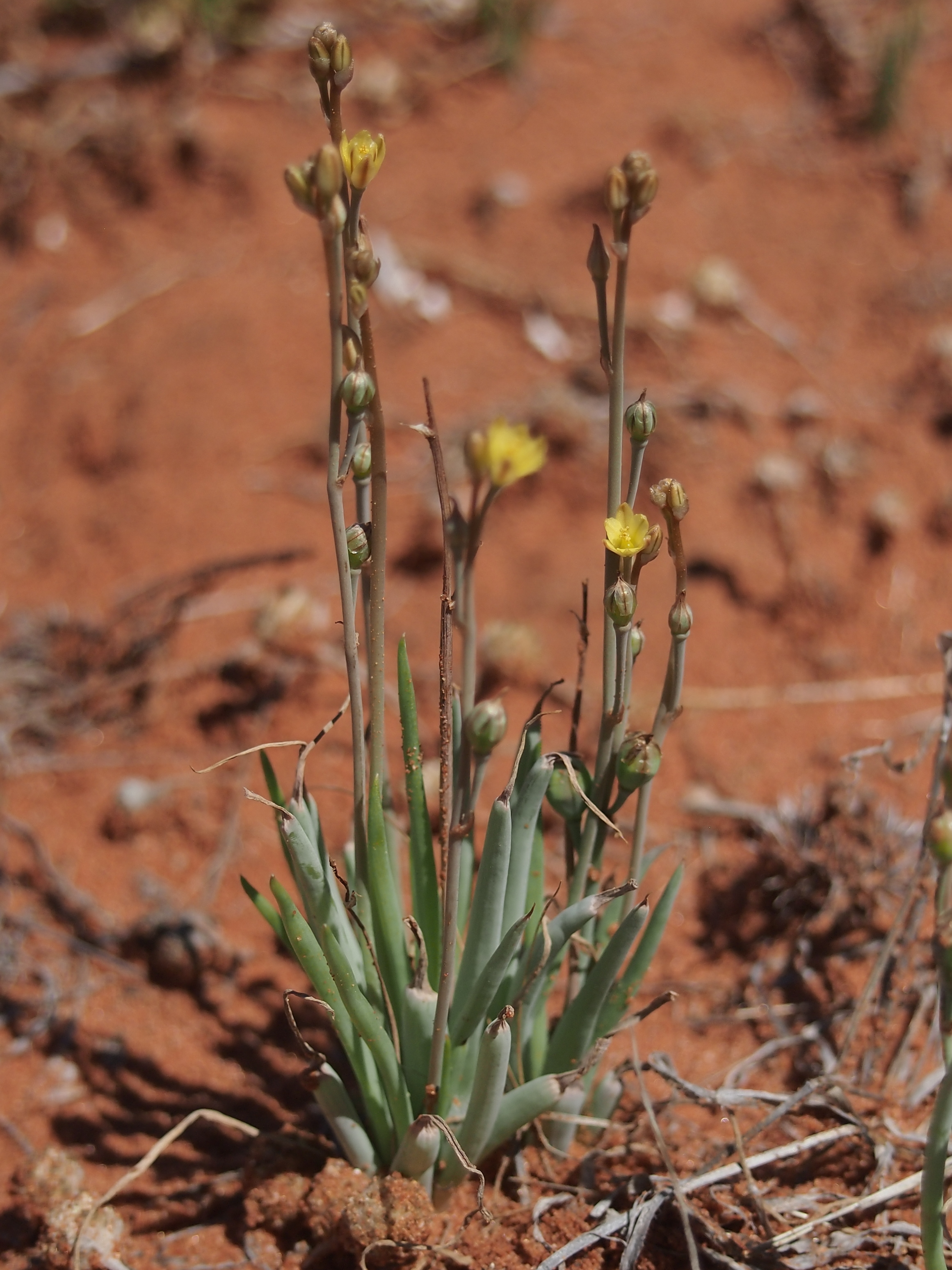
Bulbine semibarbata

## Размножение
Делением куста
Этот способ подходит для растений, зимующих или содержащихся постоянно в домашних условиях. Их корни нужно аккуратно разобрать руками или разрезать. Делёнки сажают в отдельные емкости. Растение удобряют через месяц.
Листовыми черенками
Некоторых представителей рода можно размножать листовыми черенками. Сначала нужно отрезать черешок с листом и поместить в емкость с водой на пару недель. Затем пересаживают черенок в почву и поливают.
Семенами
Размножение семенами обычно происходит безрассадным способом.

## Болезни и вредители
Представители рода могут болеть грибковыми болезнями, поражающими бутоны и листья. Высокая влажность и низкая температура среды приводят к их появлению. Для того, чтобы избежать появления этих заболеваний, нужно создать комфортные условия содержания и правильно поливать растение.